# Kronika Turecka
Kronika Turecka (zwana błędnie Pamiętnikami Janczara) – XV-wieczne dzieło w języku polskim autorstwa Serba Konstantego Mihajlovicia z Ostrowicy.

## Historia
Powstała w 1499 lub 1500 (bądź z tego roku pochodzi najstarsza zachowana do naszych czasów redakcja tego dzieła). Gdzie, w jakich okolicznościach, dla kogo i w jakim języku ją sporządzono, również pozostaje w sferze hipotez. Do naszych czasów zachowały się kopie i wyciągi w różnych redakcjach z różnych lat: w języku polskim (14) i czeskim (4). Zaginęły bądź uległy zniszczeniu trzy rękopisy: jeden pisany cyrylicą i dwa polskie. „Kronika Turecka” jest w większym stopniu memoriałem politycznym niż dziełem historycznym. Jej 49 rozdziałów można podzielić na cztery zasadnicze części:
- pierwsza traktuje o religii i obyczajach Turków (rozdz. I-VIII),
- druga to część historyczna, kronika dziejów serbsko-tureckich (rozdz. IX-XXXV),
- trzecia opisuje polityczno-wojskową organizację państwa osmańskiego (rozdz. XXXVI-XLVIII),
- ostatni rozdział XLIX jest wezwaniem królów Jana Olbrachta i Władysława do walki i jedności przeciw Turkom.

Program polityczny Konstantego z Ostrowicy zaprezentowany w Kronice Tureckiej jest cząstką ideologii antytureckiej a szerzej antyislamistycznej, która rozwijała się od czasów wypraw krzyżowych. Ideologia ta nabrała nowego znaczenia po upadku Konstantynopola w 1453 roku. Program Serba jest zbieżny z wieloma innymi projektami akcji antytureckiej. „Kronika Turecka” jest także rodzajem podręcznika do walki z Turkami. Utwór ten od czasu znalezienia pierwszego rękopisu i wydania go w 1828 roku zajmuje naukowców. Zaowocowało do tej pory ponad stu pracami i wzmiankami o tym źródle autorów polskich, serbskich, rosyjskich i niemieckich. Nie został ustalony jeszcze korpus rękopiśmienny Kroniki. Badania nad treścią dzieła można uznać za wyrywkowe.

## Wybrane wydania
- Pamiętniki Janczara Polaka przed 1500 rokiem napisane, w drukarni Gałęzowskiego i komp. Przy ulicy Żabiej nr 472, Warszawa 1828. Zbiór Pisarzy Polskich cz. 2, t. 5 (1)
- Pamiętniki Janczara przed 1500 rokiem napisane, wyd. wtóre, nakład i druk Karola Pollaka, wstęp Jan Konrad Hrabia Załuski, Sanok 1857, Księgozbiór Polski, z. 1-2
- Pamiętniki Janczara przed 1500 rokiem napisane, wyd. 3, nakład i druk Karola Pollaka, Sanok 1868
- Księgi Trzecie. Wypisanie niektórych spraw y porządku rzeczy wojennych w Turczech, z kroniczki Konstantyna, syna Michała Konstantynowicza z Ostrowice Raca, który był wzięt od Turków y był Iancarem, z łacińskiego ięzyka na polski przełożone, w: Stanisława Łaskiego, wojewody sieradzkiego Prace Naukowe i Dyplomatyczne, wydane z rękopisów Muzeum Wileńskiego z przedmową Mikołaja Malinowskiego, oraz z dodatkiem dzieł Jana Tarnowskiego, z jedynego egzemplarza Biblioteki Kórnickiej, nakładem i drukiem Józefa Zawadzkiego, Wilno 1864, s. 115–138
- Pamiętniki Janczara, czyli kronika turecka Konstantego z Ostrowicy, napisana między r. 1496 a 1501, wyd. Jan Łoś, Kraków 1912. Biblioteka Pisarzów Polskich nr 63
- Konstanty z Ostrowicy, Pamiętnik Janczara Polaka, opracował i poprzedził przedmową Edward Winkler, Warszawa 1913